# Roman Yuzepchuk
Roman Yuzepchuk (en bielorruso: Раман Мікалаевіч Юзапчук; Maguilov, 24 de julio de 1997) es un futbolista bielorruso que juega en la demarcación de defensa para el F. C. Dinamo Brest de la Liga Premier de Bielorrusia.

## Selección nacional
Tras jugar en las categorías inferiores de la selección, finalmente hizo su debut con la selección de fútbol de Bielorrusia el 26 de febrero de 2020 en un partido amistoso contra Bulgaria que finalizó con un resultado de 0-1 a favor del combinado bielorruso tras el gol de Dzmitry Padstrelaw.

### Goles internacionales
| # | Fecha                 | Estadio                            | Oponente   | Gol | Resultado | Competición                         |
| - | --------------------- | ---------------------------------- | ---------- | --- | --------- | ----------------------------------- |
| 1 | 14 de octubre de 2020 | Estadio Dinamo, Minsk, Bielorrusia | Kazajistán | 2–0 | 2-0       | Liga de Naciones de la UEFA 2020-21 |

## Clubes
| Club                         | País        | Año       | Partidos | Goles |
| ---------------------------- | ----------- | --------- | -------- | ----- |
| FC Bereza-2010 (cedido)      | Bielorrusia | 2015      | 22       | 2     |
| F. C. Dinamo Minsk           | Bielorrusia | 2015-2017 | 0        | 0     |
| F. C. Dinamo Brest           | Bielorrusia | 2017-2020 | 75       | 7     |
| F. C. Ruj Brest              | Bielorrusia | 2021      | 31       | 0     |
| F. C. Shakhtyor Soligorsk    | Bielorrusia | 2022-2023 | 29       | 0     |
| F. C. Torpedo Moscú          | Rusia       | 2023      | 30       | 2     |
| F. K. Jimki                  | Rusia       | 2024      | 14       | 0     |
| F. C. Sokol Saratov (cedido) | Rusia       | 2024-2025 | 26       | 0     |
| F. C. Dinamo Brest           | Bielorrusia | 2025-     |          |       |

## Palmarés

### Campeonatos nacionales
| Título                      | Club                      | País        | Año  |
| --------------------------- | ------------------------- | ----------- | ---- |
| Supercopa de Bielorrusia    | F. C. Dinamo Brest        | Bielorrusia | 2018 |
| Copa de Bielorrusia         | F. C. Dinamo Brest        | Bielorrusia | 2018 |
| Supercopa de Bielorrusia    | F. C. Dinamo Brest        | Bielorrusia | 2019 |
| Liga Premier de Bielorrusia | F. C. Dinamo Brest        | Bielorrusia | 2019 |
| Supercopa de Bielorrusia    | F. C. Dinamo Brest        | Bielorrusia | 2020 |
| Liga Premier de Bielorrusia | F. C. Shakhtyor Soligorsk | Bielorrusia | 2022 |